# Edward Calvert
Edward Calvert foi um futebolista brasileiro. 
É irmão do também ex-futebolista James Calvert. 
É o autor do primeiro gol do clássico Fla-Flu.

## Carreira
Marcou o primeiro gol da história do Fla-Flu, em 7 de julho de 1912, logo a 1 minuto de jogo, quando recebeu passe de seu irmão, James, driblou um adversário e marcou o primeiro gol da vitória tricolor por 3 a 2.
Outro gol foi contra o Mangueira.
Tendo jogado pelo Fluminense de 26 de maio de 1912 a 6 de outubro de 1912, marcou 2 gols em 10 jogos, com 7 vitórias, 1 empate e 2 derrotas.